# Oak Hill (Kansas)
Oak Hill è una città degli Stati Uniti d'America della contea di Clay nello Stato del Kansas.